# علم آثار الفضاء

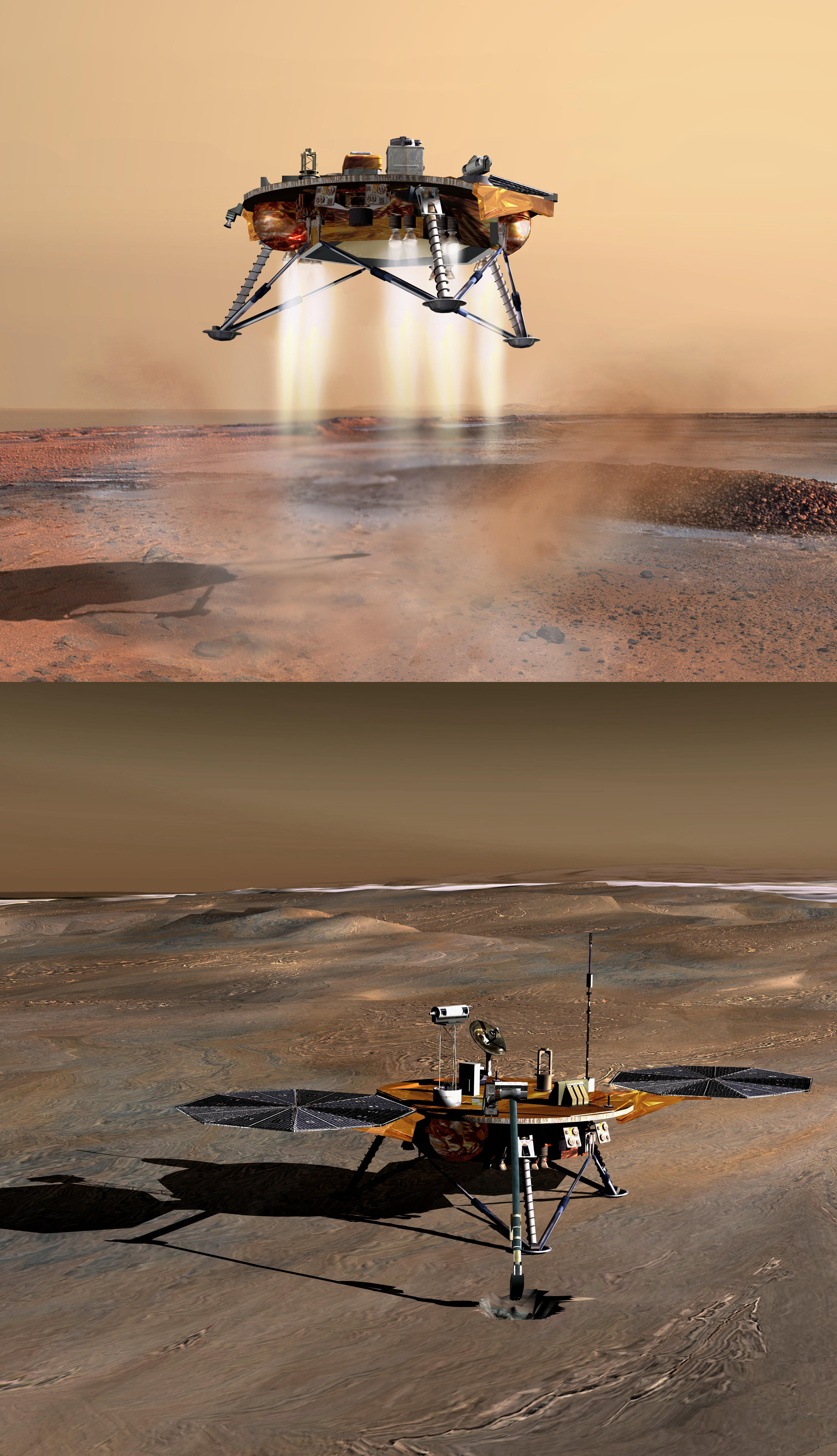
مركبة فينيكس التي أطلقتها ناسا للهبوط على المريخ.

في علم الآثار، علم آثار الفضاء هي الدراسة القائمة على الأبحاث والمتعلقة بالعناصر المختلفة التي صنعها البشر والتي ظهرت في الفضاء وتفسيرها كأدلة للمغامرات التي عاشها البشر في الفضاء والاحتفاظ بها كإرث ثقافي.
وهو يشتمل على مجمعات الإطلاق على الأرض والحطام المداري والأقمار الصناعية والكائنات والهياكل التي كانت تتواجد على الأجرام السماوية الأخرى، مثل المريخ. كما أنه يشتمل كذلك على المجال التطبيقي للموارد الثقافية الذي يقيم أهمية المواقع والكائنات الفضائية فيما يتعلق بقوانين الحفظ الدولية والقومية. وتنظر الموارد الثقافية في ماذا وكيف ولماذا يجب حفظ هذه المصنوعات الخاصة بتاريخنا الحديث من أجل الأجيال المستقبلية.

## الإرث الثقافي
يمكن أن تؤثر السياحة في الفضاء على التحف الأثرية، على سبيل المثال، تلك الموجودة على سطح القمر. ويحظى المفهوم الذي يقول إن الإرث الثقافي معرض للخطر ويتطلب اتخاذ إجراءات لمنع التدهور أو التلف من التطور. وربما يمكن حفظ التحف (مثلاً محطات الفضاء العتيقة) في «متحف للمدارات». وقد تم فقد العديد من تلك التحف لأنه لم يتم التعرف عليها وتقييمها. ويؤكد الخبراء أن الاستمرارية والارتباط بالماضي من العناصر الضرورية للبقاء في العالم الحديث. وقد تم اقتراح نموذج للتعاون الدولي اعتمادًا على القارة القطبية الجنوبية. كما يهتم علماء علم الإنسان بتداعيات التعاون كذلك.
ومن النتائج غير المتوقعة لهذا العمل تطوير أساليب لاكتشاف علامات الحياة أو التقنيات على الكواكب الأخرى، أو الزيارات التي تصل إلى الأرض من الكواكب الأخرى. ومن بين أوجه هذا العمل استخدام الأقمار الصناعية للتعرف على الهياكل التي تكون لها أهمية من الناحية الأثرية.

## الأمور القانونية
إن تعقيدات وغموض الهياكل القانونية الدولية فيما يتعلق بالتعامل مع هذه المواقع كمصادر ثقافية تتركها معرضة للتأثيرات في المستقبل القريب من خلال العديد من أشكال السفر إلى الفضاء. وقد قام شميت وآرمسترونج بوضع الخطوط العريضة للوضع القانوني. فالقانون المسيطر على القمر وغيره من الأجرام السماوية هو معاهدة الفضاء الخارجي الصادر عام 1967، وذلك اعتمادًا على التوجيهات المكتسبة من الخبرات الواردة من القارة القطبية الجنوبية. وهناك مصدر آخر للأفكار هو قانون البحار. وتحتوي معاهدة الفضاء الخارجي على نصوص تقول إن الأشياء الفضائية تبقى ضمن نطاق اختصاص الدولة التي نشأت بها تلك الأشياء، وتحكم القوانين المدنية والجنائية في تلك الدولة تلك الجهات الخاصة سواء على القمر أو تلك الأحداث التي تؤدي إلى تلك الأنشطة. ويجب على تلك الأطراف في الدولة إبلاغ العامة بطبيعة ونتائج الأنشطة الخاصة بها.
وبعد ذلك، تم التوقيع على معاهدة القمر في عام 1979، إلا أنه لم يتم التوقيع عليها من قبل العديد من الدول التي ترتاد الفضاء. ويعتقد شميت وآرمسترونج أن عدم التصديق على هذه الاتفاقية يعود إلى عدم الاتفاق على عبارات مثل «يعد القمر والموارد الطبيعية المرتبطة به إرثًا مشتركًا للبشرية»، وهو ما يعني أنه يستثني الأنشطة الخاصة، بالإضافة إلى الاعتراضات على الصياغة فيما يتعلق بإحداث اضطرابات في البيئة الحالية.
وللاطلاع على المناقشة كاملة، يمكن الاطلاع على شميت وآرمسترونج. للاطلاع على نص الاتفاقية، يرجى الاطلاع على معاهدة الأمم المتحدة للفضاء الخارجي لعام 1967. وللاطلاع على المزيد من النقاشات حول الوثائق القانونية، يمكنك الاطلاع على وصلات انظر أيضًا أدناه.

## الخلفية والتاريخ
أثناء ندوة للخريجين في جامعة ولاية نيو ميكسيكو في عام 1999، طرح رالف جيبسون السؤال التالي: هل يسري قانون الحفظ الفيدرالي على القمر؟" وقد أدى هذا السؤال إلى أطروحة جيبسون "أثرية القمر: تطبيق قانون الحفظ التاريخي الفيدرالي على الموقع الذي وطأته أول قدم بشرية على سطح القمر" وإلى منحة من اتحاد منح الفضاء من نيو ميكسيكو نسخة محفوظة 1 سبتمبر 2017 على موقع واي باك مشين.، بالإضافة إلى إنشاء مشروع أثرية القمر نسخة محفوظة 17 أغسطس 2014 على موقع واي باك مشين..
وفي عام 2006، قام الدكتور أولياري مع مسئولة الحفظ التاريخي في ولاية نيو ميكسيكو كاثرين سليك ومتحف نيو ميكسيكو لتاريخ الفضاء (NMMSH) بتوثيق موقع قاعدة ترانكويليتي الأثري لرحلة أبولو 11 على القمر. وقد ظهرت بعض الجوانب القانونية لهذا العمل بالفعل.
ورغم أن مهمة مستكشف القمر المداري لم تكن أثرية بشكل رئيسي، إلا أنه قام بتصوير كل مواقع هبوط أبولو بالإضافة إلى إعادة استكشاف موقع أول طواف لونوخود 1، الذي فقد منذ عام 1971 (ملاحظة: كل أعلام الولايات المتحدة التي تركت على سطح القمر أثناء مهام أبولو وجدت منتصبة في مكانها، باستثناء العلم الذي ترك أثناء مهمة أبولو 11، والذي نزع من سطح القمر وعاد إلى وحدة إدارة المهمة في المدار القمري، وتبقى درجة الحفاظ على سلامة تلك الأعلام غير معروفة).
واعتمادًا على فكرة للفلكي البريطاني الهاوي نيك هاويس، تم تجميع فريق من الخبراء في محاولة لتحديد موقع مركبة الهبوط على سطح القمر التابعة لمهمة أبولو 10 تحت الاسم «سنوبي»، والتي تم إطلاقها أثناء المهمة ويعتقد حاليًا أنها موجودة في مدار شمسي المركز. وقد تم تشجيع مهمة سنوبي بعد رؤية صاروخ المرحلة الثالثة لرحلة أبولو 12 في عام 2002.